# Afromerica
Afromerica is het zevende stripalbum uit de stripreeks Jeremiah. Het album is geschreven en getekend door Hermann Huppen. Van dit album verschenen tot nu toe drie drukken, bij uitgeverij Novedi in 1982, bij uitgeverij Dupuis in de collectie Spotlight, in 1993, en opnieuw bij uitgeverij Dupuis in 2006.

## Inhoud
Een extremistische groepering 'de Survivals' komen uit hun ondergrondse bases tevoorschijn om Noord-Amerika te zuiveren van zwarten. Zij trachten door terreur de blanke bevolking voor hun zaak te winnen. Op de prairies leven de zwarte mensen in dorpen teruggetrokken, zoekend naar mogelijkheden om in vreedzame co-existentie te leven met de blanken. Militanten onder hen streven echter naar een zwart Amerika. 
Jeremiah en Kurdy raken betrokken in het raciale conflict op het moment dat de strijd tussen de opponenten in een gewelddadige stroomversnelling raakt.